# جين بيلي
جين بيلي (بالإنجليزية: Gene Bailey) هو لاعب كرة قاعدة أمريكي، ولد في 25 نوفمبر 1893 في بيرسال في الولايات المتحدة، وتوفي في 14 نوفمبر 1973 في هيوستن في الولايات المتحدة.

## وصلات خارجية
- جين بيلي على موقعبيزبول رفرنس.كوم (الدوري الرئيسي) (الإنجليزية)
- جين بيلي على موقعبيزبول رفرنس.كوم (الدوري الثانوي) (الإنجليزية)
- جين بيلي على موقع جمعية أبحاث البيسبول الأمريكية (الإنجليزية)
- جين بيلي على موقع مشجعي الرسوم البيانية (الإنجليزية)